# Souzou enogu
Souzou Enogu(想像えのぐ), es el último maxisencillo lanzado por la banda de J-rock/Oshare kei, ya que con este lanzamiento Oyuugi Wagamama Dan x PaRADEiS cambia su nombre a Paradeis, demostrando a si el interés por sus fanes en el extranjero que siempre los llamaron así. también la banda tiene un cambio rotundo en su estética,  y también cambia su logotipo.
El maxisencillo contiene 3 canciones inéditas y el tipo b contiene un live donde tocaron (01.Yamato nadeshiko02. Mrs.Tobyuura no dokuhai03. Pieromansu) :Pathos Logos, en esta canción Mashiro nos muestra las dos partes de su cerebro; Baaaan!! nos cuenta la lucha entre mashiro y su yo interno (Baaaan!! se traduciria como bang! que hace referencia al ruido de un revólver), en la canción mashiro habla de un ser interior que lo quiere destruir pero que es el en realidad.y por último Maigo.

## Lista de canciones
Todas las letras escritas por Mashiro, toda la música compuesta por Paradeis. 
| Souzou Enogu(type A) |                                        |          |  |
| N.º                  | Título                                 | Duración |  |
| 1.                   | «Pathos Logos(パトスロゴス)»           | 4:10     |  |
| 2.                   | «Maigo(迷子)»                          | 3:30     |  |
| 3.                   | «Pathos Logos(パトスロゴス)» (PV(DVD)) | 5:00     |  |

Todas las letras escritas por Mashiro, toda la música compuesta por Paradeis. 
| Souzou Enogu(type B) |                                                   |          |  |
| N.º                  | Título                                            | Duración |  |
| 1.                   | «Pathos Logos(パトスロゴス)»                      | 4:10     |  |
| 2.                   | «Maigo(迷子)»                                     | 3:30     |  |
| 3.                   | «Paradeis LIVE video @BIG CAT on July 19th» (DVD) | 14:41    |  |

Todas las letras escritas por Mashiro, toda la música compuesta por Paradeis. 
| Souzou Enogu(type C) |                              |          |  |
| N.º                  | Título                       | Duración |  |
| 1.                   | «Pathos Logos(パトスロゴス)» | 4:10     |  |
| 2.                   | «Maigo(迷子)»                | 3:30     |  |
| 3.                   | «Baaaan!!»                   | 3:37     |  |

También Incluye un DVD con un comentario especial de Paradeis con preguntas y respuestas cuando compres más de 2 tipos del sencillo. (las preguntas son las que dejaron que sus fanes envíen en julio y agosto)
- El contenido varía dependiendo de la tienda:
- Like an Edisson
- ZEAL LINK
- little HEARTS
- RISKY DRUG STORE
- Jishu-ban Club
- Brand X
- CROSS CAT
- closet child
- Pure sound america

SKULL ROSE